# Ambassade d'Algérie en Finlande
L'ambassade d'Algérie en Finlande est la représentation diplomatique de la République algérienne auprès de la république de Finlande. Elle est située à Helsinki, la capitale du pays.